# Монгюйон (кантон)
Монгюйон (фр. Montguyon) — кантон во Франции, находится в регионе Пуату — Шаранта. Является самым южным кантоном департамента — Приморская Шаранта. Входит в состав округа Жонзак. Население кантона на 2006 год составляло 9349 человек.
Код INSEE кантона — 1718. Всего в кантон Монгюйон входят 14 коммун, из них главной коммуной является Монгюйон.

## Коммуны кантона
- Борес-э-Мартрон: население — 178 чел.
- Босканнан: население — 336 чел.
- Серку: население — 1101 чел.
- Клерак: население — 932 чел.
- Ла-Бард: население — 410 чел.
- Ла-Клот: население — 531 чел.
- Ла-Женетуз: население — 216 чел.
- Ле-Фуйю: население — 664 чел.
- Монгюйон: население — 1455 чел.
- Нёвик: население — 401 чел.
- Сент-Эгюлен: население — 1943 чел.
- Сен-Мартен-д’Ари: население — 499 чел.
- Сен-Мартен-де-Ку: население — 390 чел.
- Сен-Пьер-дю-Пале: население — 293 чел.